# Lijst van voetbalinterlands India - Turkmenistan
Deze lijst van voetbalinterlands is een overzicht van alle officiële voetbalinterlands tussen de nationale teams van India en Turkmenistan. De landen hebben tot nu toe vijf keer tegen elkaar gespeeld. De eerste ontmoeting was een wedstrijd op 7 december 1998 in Bangkok (Thailand), tijdens de Aziatische Spelen 1998. Het laatste duel, een kwalificatiewedstrijd voor het Wereldkampioenschap voetbal 2018, werd gespeeld op 29 maart 2016 in Kochi.

## Wedstrijden
| № | Plaats        | Datum           | Competitie                          | Wedstrijd            | Uitslag |
| - | ------------- | --------------- | ----------------------------------- | -------------------- | ------- |
| 1 | Bangkok       | 7 december 1998 | Aziatische Spelen 1998              | Turkmenistan − India | 3 − 2   |
| 2 | Haiderabad    | 3 augustus 2008 | AFC Challenge Cup 2008              | India − Turkmenistan | 2 − 1   |
| 3 | Petaling Jaya | 25 maart 2011   | AFC Challenge Cup 2012 kwalificatie | Turkmenistan − India | 1 − 1   |
| 4 | Asjchabad     | 8 oktober 2015  | WK 2018 kwalificatie                | Turkmenistan − India | 2 − 1   |
| 5 | Kochi         | 29 maart 2016   | WK 2018 kwalificatie                | India − Turkmenistan | 1 − 2   |

## Samenvatting
| Competitie                     | Totaal gespeeld | Winst India | Gelijk | Winst Turkmenistan | Doelsaldo India – Turkmenistan |
| ------------------------------ | --------------- | ----------- | ------ | ------------------ | ------------------------------ |
| WK-kwalificatie                | 2               | 0           | 0      | 2                  | 2 − 4                          |
| AFC Challenge Cup              | 1               | 1           | 0      | 0                  | 2 − 1                          |
| AFC Challenge Cup-kwalificatie | 1               | 0           | 1      | 0                  | 1 − 1                          |
| Aziatische Spelen              | 1               | 0           | 0      | 1                  | 2 − 3                          |
| Totaal                         | 5               | 1           | 1      | 3                  | 7 − 9                          |

AIFF · A-Internationals · Bondscoaches · Statistieken · Olympisch elftal · Indiaas vrouwenelftal · India U21 · India U20 · India U19 · India U18 · India U17
1930 – 1949 · 
1950 – 1959 · 
1960 – 1969 · 
1970 – 1979 · 
1980 – 1989 · 
1990 – 1999 · 
2000 – 2009 · 
2010 – 2019 ·
2020 − 2029
Afghanistan ·
Argentinië ·
Australië ·
Azerbeidzjan · 
Bahrein ·
Bangladesh ·
Bhutan ·
Brunei ·
Cambodja ·
China ·
Curaçao ·
Fiji ·
Filipijnen ·
Finland ·
Ghana ·
Guam ·
Guyana ·
Hongarije ·
Hongkong ·
IJsland ·
Indonesië ·
Irak ·
Iran ·
Israël ·
Jamaica ·
Japan ·
Jemen ·
Jordanië ·
Kameroen ·
Kenia ·
Kirgizië ·
Koeweit ·
Laos ·
Libanon ·
Macau ·
Malediven ·
Maleisië ·
Marokko ·
Mauritius ·
Mongolië ·
Myanmar ·
Namibië ·
Nepal ·
Nieuw-Zeeland ·
Noord-Korea ·
Oezbekistan ·
Oman ·
Pakistan ·
Palestina ·
Peru ·
Polen ·
Puerto Rico ·
Qatar ·
Saint Kitts en Nevis ·
Saoedi-Arabië ·
Singapore ·
Sovjet-Unie ·
Sri Lanka ·
Suriname ·
Syrië ·
Tadzjikistan ·
Taiwan ·
Thailand ·
Trinidad en Tobago ·
Turkmenistan ·
Uruguay ·
Vanuatu ·
Verenigde Arabische Emiraten ·
Vietnam ·
Wit-Rusland ·
Zambia ·
Zuid-Korea ·
Zuid-Vietnam
AFFA · A-internationals · Bondscoaches · Statistieken · Turkmeens vrouwenelftal · Turkmenistan U21 · Turkmenistan U20 · Turkmenistan U19 · Turkmenistan U17
1992 – 1999 ·
2000 – 2009 ·
2010 – 2019 ·
2020 − 2029
1992 ·
1993 ·
1994 ·
1995 ·
1996 ·
1997 ·
1998 ·
1999 ·
2000 ·
2001 ·
2002 ·
2003 ·
2004 ·
2005 ·
2006 ·
2007 ·
2008 ·
2009 ·
2010 ·
2011 ·
2012 ·
2013 ·
2014 ·
2015 ·
2016 ·
2017 ·
2018 ·
2019 ·
2020 ·
2021 ·
2022
Afghanistan ·
Armenië ·
Azerbeidzjan ·
Bahrein ·
Bangladesh ·
Bhutan ·
Cambodja ·
China ·
Estland ·
Filipijnen ·
Guam ·
Hongkong ·
India ·
Indonesië ·
Irak ·
Iran ·
Japan ·
Jemen ·
Jordanië ·
Kazachstan ·
Kirgizië ·
Koeweit ·
Laos ·
Libanon ·
Litouwen ·
Malediven ·
Maleisië ·
Myanmar ·
Nepal ·
Noord-Korea ·
Oeganda ·
Oezbekistan ·
Oman ·
Pakistan ·
Palestina ·
Qatar ·
Roemenië ·
Saoedi-Arabië ·
Singapore ·
Sri Lanka ·
Syrië ·
Tadzjikistan ·
Taiwan ·
Thailand ·
Verenigde Arabische Emiraten ·
Vietnam ·
Zuid-Korea